# Helena av Etiopien
Helena av Etiopien, även kallad Eleni, född okänt år, död i april 1522, var en etiopisk kejsarinna, gift med kejsar Zara Yaqob (r. 1434–1468). Hon spelade en betydande politisk roll i Etiopien och uppges ha fungerat som rådgivare och de facto medregent till sin make, sin styvson kejsar Baeda Maryam I (r. 1468–1478), kejsar Eskender och kejsar Na'od (r. 1494–1505). Hon var också officiellt förmyndarregent för kejsar Lebna Dengel 1505–1515. 

## Biografi
Helena var dotter till den muslimske kungen av Hadiya, och konverterade till kristendomen vid sitt giftermål med kejsar Zara Yaqob. Det är inte bekräftat att hon hade några barn. När hennes styvson besteg tronen 1468, gav han henne titeln drottningmoder eftersom hans egen mor var död, och hon fungerade enligt uppgift som hans medregent under hans regeringstid. När han avled och efterträddes av sin son Eskender 1478, avsattes hon från sin maktposition av Bitwoded Amda Mikael. Hon kunde dock återvända till sin gamla ställning sedan hon år 1486 fått Bitwoded Amda Mikael avrättad. Hon behöll sedan sin ställning under hans efterträdare Na'od. 
När Na'od avled 1505, lät hon tillsammans med Abuna Marqos placera Lebna Dengel på tronen. Hon ska vid denna tid ha haft "alla stormän i sin hand". Hon blev då även officiellt landets regent, som förmyndare under kejsarens minderårighet tillsammans med änkekejsarinnan Na'od Mogassa och prins Ras Degelhan av Gojjam. Som regent sände Helena med stöd från Pero da Covilhã sitt sändebud Mateus Armeniern till påven i Rom och kungen av Portugal för att föreslå en allians mot Osmanska riket - han kom fram till Europa 1514. 
Helena beskrivs som from, kunnig i religionen, lagen och statens affärer och i organisationen av hovets hushåll. Hon avled vid mycket hög ålder 1522, vilket ska ha utlöst allmän sorg, då hon vid denna tid betraktades som både moder och fader för sitt folk.